# Jean-Baptiste Cyrus de Timbrune de Thiembronne
Jean-Baptiste de Valence (de son nom complet : Jean-Baptiste Cyrus Adélaïde de Timbrune de Thiembronne de Valence), vicomte puis comte de Valence, dit général Valence, né le 22 septembre 1757 à Agen et mort le 4 février 1822 à Paris, est un général français de la Révolution et de l’Empire.

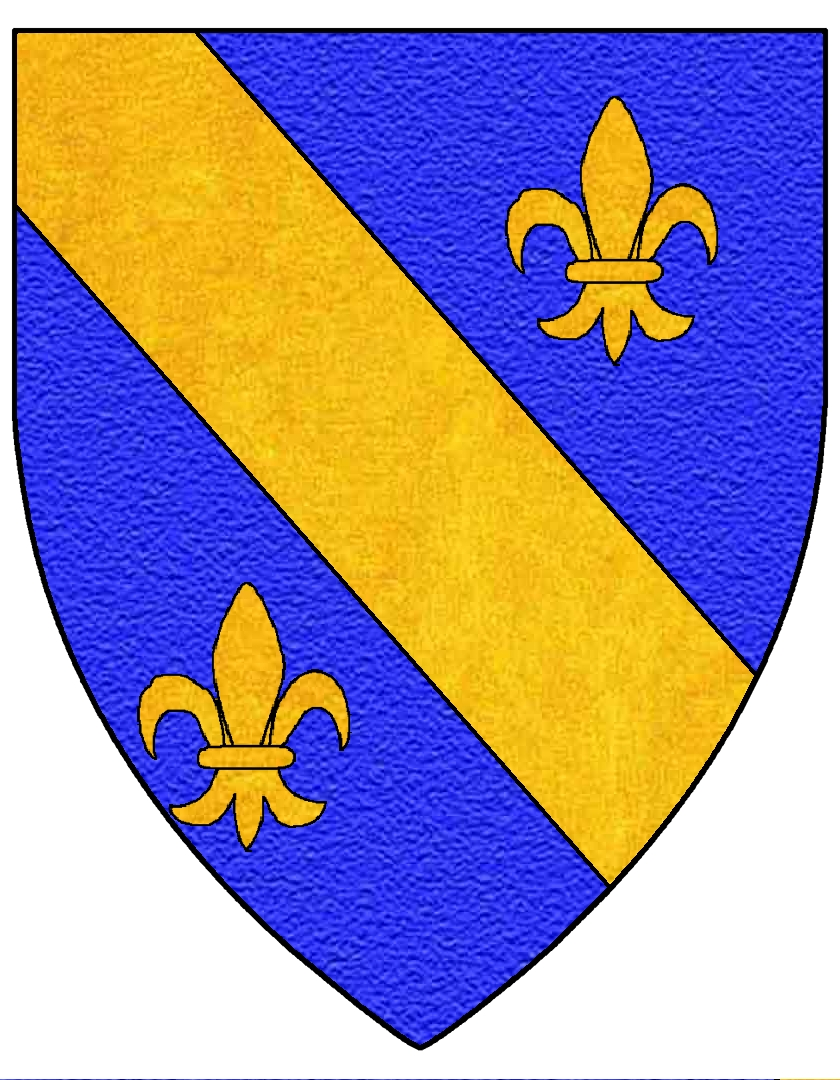
d'azur à la bande d'or accompagnée de deux fleurs de lys du même.

## Biographie

### Soldat de l'Ancien Régime
Fils de Vincent-Sylvestre de Timbrune (1715-1797), marquis de Ferrières, comte de Valence, baron de Montesquieu en Roussillon, créé maréchal-de-camp le 20 février 1761, et de Marie-Louise de Losse, baronne de Saint-Jory, il entre à l'école d'artillerie de Strasbourg en 1774. Il est nommé capitaine au régiment Royal cavalerie en 1778, puis aide de camp du maréchal de Vaux, et il reçoit son brevet de colonel en second du régiment de Bretagne en 1784.

### Général de la Révolution
En 1785, il est promu écuyer du duc d’Orléans et colonel du Régiment de Chartres dragons. 
Ses relations avec le duc d'Orléans et ses idées libérales lui valent d'être élu en 1789 député suppléant de la noblesse aux États généraux par la Ville de Paris. Il n'est pas appelé à siéger à l'Assemblée constituante.
En 1790, il est nommé commandant du département de la Sarthe.
Le 23 juin 1791 il prête, après la fuite du roi, le nouveau serment militaire devant l'Assemblée.
Il est promu maréchal de camp le 13 décembre 1791.
La guerre entre l'Autriche et la France commence le 20 avril 1792. En mai il combat dans l'armée commandée par Nicolas Luckner. Il s'empare de Courtrai. Puis il est employé à l'armée de Charles François Dumouriez, promu lieutenant-général le 20 août 1792; il assiste à la bataille de Valmy où il commande la réserve.
À partir du 25 octobre il remplace le général Dillon qui commande l'aile gauche de l'armée du Nord qui se trouve en Champagne et prend le nom d'armée des Ardennes le 1er octobre. général en chef le 6 octobre suivant, il commande l'armée des Ardennes le 8 octobre 1792. Il poursuit les Prussiens et reprend Verdun et Longwy.
Après la bataille de Jemmapes, il bat Beaulieu, s'empare de Dinant, de Charleroi et de Namur. Pendant l'hiver il propose au gouvernement un plan d'invasion des colonies anglaises. Il est envoyé en Belgique sur la demande de Dumouriez qui lui confie l'armée opposée au prince de Cobourg. Les avant-postes de cette armée placés sous les ordres du général Dampierre sont disséminés le long de la Roer. Ces troupes sont battues le 2 mars 1793 à Aldenhoven, puis à Aix-la-Chapelle, forçant l'armée à lever le siège de Maastricht (1793) et à abandonner Liège en se retirant jusqu'à Louvain. Dumouriez revient prendre le commandement de l'armée, lui permettant de se rallier dans les plaines de Tirlemont qui est prise le 15 mars 1793 par l'armée commandée par les généraux de Valence et Francisco de Miranda. Il se distingue et est blessé de plusieurs coups de sabre en chargeant à la tête de la cavalerie à la bataille de Neerwinden, le 18 mars 1793.

### L'exilé
Mécontent de la marche de la politique intérieure, il donne sa démission. Un des courriers qu'il envoie à Beurnonville ayant été intercepté, des dépêches importantes (car il est le confident de Dumouriez) tombent entre les mains des agents du gouvernement. Un mandat d'arrêt est lancé contre lui, et la Convention ordonne par décret l'arrestation de toute sa famille. Il suit alors Dumouriez dans sa défection le 4 avril 1793, et se rend à Londres. Mais Pitt lui ordonne de quitter immédiatement l'Angleterre, aussi va-t-il chercher refuge en Amérique, puis revient en Europe à l'époque du Directoire et vit jusqu'à l'établissement du Consulat près de Hambourg.

### L'Empire
Il rentre en France en l'an VIII après le coup d'État du 18 brumaire. Il est président du collège électoral de Vassy en l'an IX et il entre au Sénat conservateur le 1er février 1805 (12 pluviôse an XIII), sur nomination directe de l'Empereur Napoléon. En tant que sénateur, il est fait commandeur de la Légion d'honneur 8 jours plus tard.
« Toujours en campagne, on ne le voit guère, ni dans le département, ni au Sénat. C’est la deuxième fortune du département (elle est évaluée à 3 millions en 1807). Valence est en effet l’héritier des biens non aliénés des Brûlart de Sillery. Il est en outre propriétaire à Paris, dans la Haute-Marne, la Garonne, le Gers. »
Le 20 mars 1807 il est nommé commandant de la 5e légion de la réserve intérieure, et le 1er juin 1808 il est créé comte de l'Empire. La même année il est envoyé à l’armée d’Espagne, d'où il revient bientôt en raison de son état de santé. Durant la campagne de Russie il commande une division et fait une partie de la campagne de Saxe. En 1812 il commande l’une des divisions de cavalerie sous les ordres de Murat.
En décembre 1813 il est nommé commissaire extraordinaire de l'empereur à Besançon dans la 6e division militaire. Il tente vainement d'arrêter la marche des alliés.

### La Restauration

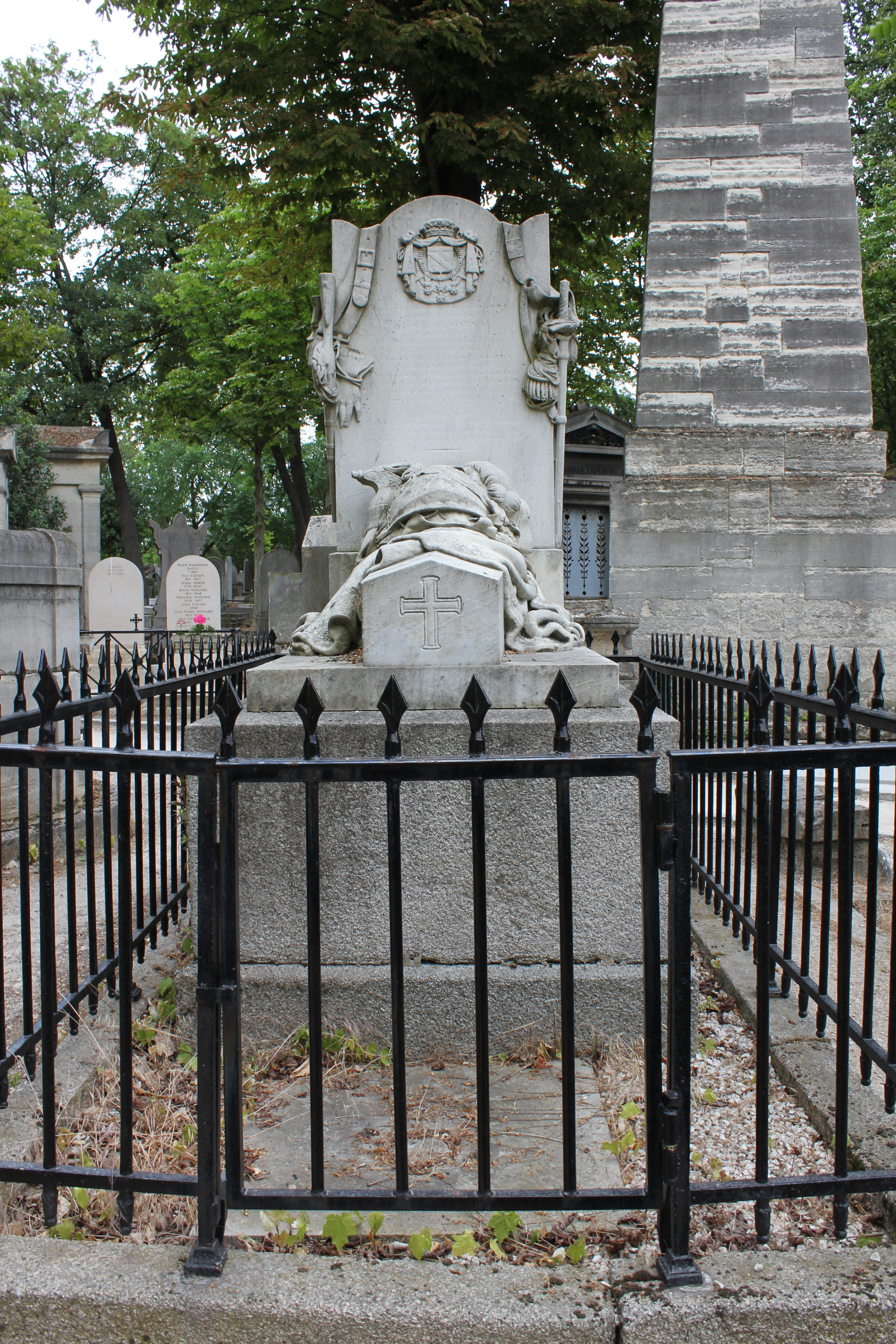
Tombe au cimetière du Père-Lachaise.

Secrétaire du Sénat conservateur le 1er avril 1814, il signe la déchéance de Napoléon Ier. Il est nommé par Louis XVIII pair de France le 4 juin 1814 et grand officier de la Légion d'honneur le 4 janvier 1815.
Pendant les Cent-Jours, le 2 juin 1815 il est de nouveau appelé à la Chambre des pairs, y redevient secrétaire et y défend avec énergie la cause de l'Empire. Après Waterloo, il commande avec Grenier et Sébastiani les troupes de Paris et est désigné le 21 juin 1815 comme commissaire extraordinaire par le gouvernement provisoire pour aller demander un armistice à Gebhard Leberecht von Blücher, qui répond par un refus.
Rayé de la liste des pairs et proscrit par l'ordonnance du 24 juillet 1815, il est mis à la retraite comme lieutenant-général, le 4 septembre 1816.
Il est rappelé à la Chambre des pairs le 21 novembre 1819. Il prend place dans le parti libéral, s'oppose aux mesures de réaction, parle contre les lois suspensives de la liberté individuelle et de la liberté de la presse et prend en main la réhabilitation de Lesurques.
Il meurt à Paris le 4 février 1822. Il est inhumé au cimetière du Père-Lachaise (division 24).

### Franc-maçonnerie
Dignitaire de la franc-maçonnerie, il est en 1779 membre de la loge parisienne La Candeur. Grand conservateur en 1804 du Grand Orient de France, il rejoint par la suite la Grande Loge écossaise ou il est à l'origine avec Kellerman de la rupture du concordat unissant le Rite écossais ancien et accepté au Grand Orient. Il est fondateur et grand commandeur du Suprême Conseil de France en 1821-1822.

### Publication
- Essai sur les finances de la République française et sur les moyens d'anéantir les assignats (Hambourg, 1796)[5].

### Mariage et descendance
Le 3 juin 1784 il épouse Pulchérie de Genlis, fille cadette de Charles Alexis Brulart, comte de Genlis, marquis de Sillery (ou du duc de Chartres, réputé son père naturel), et de Félicité du Crest de Saint Aubin (Mme de Genlis), pour masquer, dit-on, ses relations intimes avec Madame de Montesson. Dont deux filles :
- Félicité de Valence (29 juin 1787 - Rome, 13 janvier 1828), épouse en 1810 Philippe de Visscher de Celles, dont postérité ;
- Louise Rose Aimée, dite Rosemonde de Valence (Paris, 7 octobre 1789 - 20 novembre 1860) épouse le 10 août 1816 le général Gérard, plus tard maréchal de France et président du Conseil. D'où postérité, dont leur petite-fille Rosemonde Gérard.